# Liu Yang (ginnasta)
Liu Yang (刘洋S, Liú YángP; Anshan, 11 agosto 1994) è un ginnasta cinese, campione olimpico agli anelli a Tokyo 2020 e membro della squadra cinese, vincitrice della medaglia di bronzo alle Olimpiadi di Rio de Janeiro 2016.

## Biografia
Fresco del proprio debutto internazionale a livello senior, si laurea campione mondiale agli anelli durante i Mondiali di Nanning 2014, oltre a vincere nel corso della stessa competizione anche il titolo mondiale nella gara a squadre. L'anno seguente, ai Mondiali di Glasgow 2015, si riconferma sul podio con un doppio terzo posto ottenuto sempre agli anelli e nella gara a squadre.
Ai Giochi olimpici estivi di Rio de Janeiro 2016 con il suo esercizio agli anelli ha contribuito al terzo posto ottenuto dalla squadra cinese, che gli ha fatto guadagnare la sua prima medaglia a cinque cerchi. Si è inoltre piazzato 4º nella finale degli anelli (15.600), superato dal russo Denis Abljazin (15.700). Ha ottenuto il 65º posto in classifica e mancato la qualificazione alla finale del corpo libero.
Ai mondiali di Montreal 2017 ha vinto il bronzo negli anelli.
Ha rappresentato la Cina alle Olimpiadi di Tokyo 2020, dove ha vinto la medaglia d'oro negli anelli, precedendo sul podio il connazionale You Hao e il greco Eleutherios Petrounias.
Ai mondiali di Anversa 2023 ha ottenuto la medaglia d'oro negli anelli, precedendo sul podio il greco Eleutherios Petrounias e il connazionale You Hao, e l'argento nel concorso a squadre, con Su Weide, Sun Wei, Lin Chaopan, You Hao e Shi Cong.
Conquista la medaglia d'oro negli anelli anche alle Olimpiadi di Parigi 2024, confermandosi campione dopo l'edizione nipponica precedente.

## Palmarès
- Giochi olimpici

Rio de Janeiro 2016: bronzo nel concorso a squadre;
Tokyo 2020: oro negli anelli;
Parigi 2024: oro negli anelli;
- Mondiali

Nanning 2014: oro nel concorso a squadre; oro negli anelli;
Glasgow 2015: bronzo nel concorso a squadre; bronzo negli anelli;
Montreal 2017: bronzo negli anelli;
Anversa 2023: oro negli anelli; argento nel concorso a squadre;